# Har Šokef
Har Šokef (hebrejsky: הר שוקף) je hora o nadmořské výšce 497 metrů v severním Izraeli.
Leží v centrální části pohoří Karmel, cca 12 kilometrů jihojihovýchodně od centra Haify, 2 kilometry severozápadně od města Dalijat al-Karmel a cca 3 kilometry jihovýchodně od vesnice Bejt Oren. Má podobu výrazného návrší se zalesněnými svahy, které na severu, západu a jihu přecházejí do rozsáhlejšího lesního komplexu. Na severovýchodní straně terén prudce klesá směrem do údolí vádí Nachal Oren. Na jižní straně je to údolí vádí Nachal Bustan. Na vrcholové partii hory začíná menší vádí Nachal Rakit, k západu odtud stéká rovněž vádí Nachal Duchan. Kopec je turisticky využíván. Na severní straně návrší plynule přechází do sousední hory Har Arkan.
V prosinci 2010 bylo okolí hory postiženo lesním požárem, který zničil velkou část zdejších lesů.